# Placidochromis phenochilus
Placidochromis phenochilus  — це вид риб з родини Цихлових.
Мешкає в оз. Малаві на території Малаві і Танзанії.

## Морфологія
Риба має 15,7 см загальної довжини.